# Związki V
Związki V (gazy V) – podgrupa paralityczno-drgawkowych bojowych środków trujących o ogólnym wzorze:

Ogólny wzór związków V

gdzie podstawnikami (R) są niewielkie alkile (CH3-, C2H5- i C3H7-).
Związki V były intensywnie badane w wojskowych laboratoriach USA, Wielkiej Brytanii i Kanady w latach 50 XX w., a wyniki były otoczone ścisłą tajemnicą.
Substancje te są cieczami słabo rozpuszczalnymi w wodzie (1-5%), lepiej w rozpuszczalnikach organicznych. Temperatury wrzenia powyżej 300 °C, krzepnięcia poniżej –30 °C. Charakteryzują się bardzo niską lotnością (rzędu 10−3-10−4 mg/dm³ przy temperaturze 20 °C). W związku z tym mogą być używane jedynie w postaci aerozoli. Łatwo wnikają w materiały porowate i tkaniny. W warunkach letnich zachowują trwałość przez 1-3 tygodni, w zimie 2-3 miesięcy. Są niezwykle trwałe pod względem chemicznym. Rozkładają się w temperaturze powyżej 230 °C. Praktycznie nie hydrolizują w wodzie (półokres hydrolizy około 6 miesięcy). Skuteczną detoksykację przeprowadza się przy użyciu silnych organicznych czynników chlorujących (dichloraminy) lub alkalicznych odkażalników organicznych.
Związki V są szybko działającymi bojowymi środkami trującymi. Zatrucie następuje poprzez drogi oddechowe i skórę. Szczególnie łatwo wnikają przez błony śluzowe. Obraz zatrucia jest podobny jak w przypadku innych paralityczno-drgawkowych środków trujących. Dawki toksyczne (według danych amerykańskich): Inhalacyjna dawka śmiertelna – 36-45 mg*min*m−3 (przy śmiertelności 50%), dawka obezwładniająca – 5 mg*min*m−3, śmiertelna dawka doustna – ok. 5 mg. Ośmiogodzinny kontakt 10 mg ciekłego VX z niechronioną skórą prowadzi do śmierci.